# GVU
GVU (нем. Gesellschaft zur Verfolgung von Urheberrechtsverletzungen) — немецкое Общество преследования нарушений авторского права в отношении программного обеспечения, музыки и кинофильмов.
GVU была партнёром международной ассоциации кино (Motion Picture Association, MPA) в рекламной кампании «You can click, but you can't hide», направленной против пользователей сети BitTorrent, скачивающих нелегальные копии кинофильмов.